# Alloprocris adusta
Alloprocris adusta är en fjärilsart som beskrevs av Draeseke 1926. Alloprocris adusta ingår i släktet Alloprocris och familjen bastardsvärmare. Inga underarter finns listade i Catalogue of Life.